# Raseborgs kustartilleribataljon
Raseborgs kustartilleribataljon var fram till 31 december 2004 en del av Nylands brigad och stod för utbildning av kustartilleribatterier med 130 RT pjäser som huvudvapenslag.

## Bataljonen indelas i
- Pjäsbatteriet (PjäsB)
- Eld- och signalledningsbatteriet (EoS)